# Сасон
Сасон (тур. Sason) — місто та район у провінції Батман (Туреччина).

## Історія
У складі Османської імперії Сасон був частиною санджаку Сіїрт вілайєта Діярбакир, потім був переданий в вілайєт Бітліс і став частиною санджаку Муш. Корінне населення міста — вірмени, що становлять більшу частину населення району до 1915 року, були вбиті під час Геноциду вірмен. Після утворення Турецької республіки район був в 1927 році передано в провінцію Сіїрт, з 1993 року — у складі провінції Батман.